# Esquirol dels matolls de Smith
L'esquirol dels matolls de Smith (Paraxerus cepapi) és una espècie de rosegador de la família dels esciúrids. Viu a Angola, Botswana, la República Democràtica del Congo, Malawi, Moçambic, Namíbia, Sud-àfrica, Tanzània, Zàmbia i Zimbàbue. Es tracta d'un animal arborícola. El seu hàbitat natural són les sabanes boscoses, particularment on hi ha mopanes, acàcies i biomes mixtos. És una espècie en risc mínim, és a dir, no sembla que hi hagi cap amenaça significativa per a la seva supervivència.
L'espècie fou anomenada en honor del zoòleg britànic Andrew Smith.